# Черемухино (Калининградская область)
Черёмухино — посёлок в Балтийском районе Калининградской области. Входит в состав сельского поселения Дивное.

## Географическое положение
Черёмухино расположено в 29 километрах на запад от Калининграда и в 3 километрах к северо-востоку от Приморска.

## История
В 1945 году по итогам Второй Мировой войны включён в состав СССР. В 1946 году Карлсхоф был переименован в Черёмухино. С 1947 по 2008 входил в состав Поваровского сельсовета. С 2008 года относится к сельскому поселению Дивное.

## Население
| 2002 | 2010 |
| ---- | ---- |
| 14   | ↘11  |